# شون آموس
شون آموس (بالإنجليزية: Shawn Amos)‏ هو كاتب أغاني ومنتج أسطوانات أمريكي، ولد في 13 سبتمبر 1967 في نيويورك في الولايات المتحدة.

## وصلات خارجية
- شون آموس على موقع IMDb (الإنجليزية)
- شون آموس على موقع ميوزك برينز (الإنجليزية)
- شون آموس على موقع ديسكوغز (الإنجليزية)
- شون آموس على موقع قاعدة بيانات الفيلم (الإنجليزية)